# Fitzroy Dunkley
Fitzroy Junior Dunkley (* 20. Mai 1993) ist ein jamaikanischer Sprinter, der sich auf den 400-Meter-Lauf spezialisiert hat.

## Sportliche Laufbahn
In seiner Jugend konzentrierte sich Dunkley zunächst auf den Hochsprung und später auf den Dreisprung. Nach seinem Schulabschluss am Jamaica College in Kingston begann er 2013 ein Marketingstudium an der Louisiana State University und trat in den beiden Sprungdisziplinen für die LSU Tigers an. In der Saison 2014 wurde er auch als Läufer in der 4-mal-400-Meter-Staffel erfolgreich eingesetzt, so dass er im folgenden Jahr komplett zum Sprint wechselte. Bei der Universiade in Gwangju trat er im 400-Meter-Lauf an, schied jedoch bereits im Vorlauf aus.
2016 steigerte Dunkley seine Hallenbestleistung über 400 Meter auf 46,04 Sekunden und wurde daraufhin für die Hallenweltmeisterschaften in Portland nominiert. Dort erreichte er die Halbfinalrunde. Darüber hinaus führte er die jamaikanische 4-mal-400-Meter-Staffel im Finale als Schlussläufer auf Platz vier. Seinen bis dahin bedeutendsten Erfolg feierte er bei den Olympischen Spielen in Rio de Janeiro. In der 4-mal-400-Meter-Staffel gewann er zusammen mit Peter Matthews, Nathon Allen und Javon Francis die Silbermedaille hinter der US-amerikanischen Mannschaft und vor dem Team der Bahamas. Dunkley startete außerdem im 400-Meter-Lauf, kam hierbei allerdings nicht über die Vorläufe hinaus.